# Ордать
Ордать (бел. Ордаць) — деревня Шкловского района Могилёвской области Беларуси. Административный центр Ордатского сельсовета.
Деревня расположена на высоте 157 м над уровнем моря, южнее реки Бася текущей по Оршанско-Могилёвской равнине. Ордать находится к северо-востоку от Могилёва (в 61,3 км по автодороге от автовокзала Могилёва) и востоку от Шклова.

## История
Упоминается в 1643 году как деревня Вордоть в Басейском войтовстве Шкловской волости в Оршанском повете Великого Княжества Литовского. В Могилёвской губернии Ордать относилась к Городищенской волости Горецкого уезда.
30 августа 2006 года Ордать была преобразована в агрогородок.

## Экономика, образование, культура и социально-значимые объекты
В Ордати действует совхоз «Рабочий», есть отделение «АСБ Беларусбанк», есть средняя школа и сельская библиотека.

## Транспорт
Пассажирское автотранспортное сообщение с Могилёвом.

## Люди, связанные с Ордатью
- Поэт Анатолий Сербантович, уроженец Ордати (1941 года), участник Великой Отечественной войны, — отличился в 1944 году при освобождении Ленинградской области. Работал в газете «Піянер Беларусi», журнале «Бярозка»[7]. Автор сборников поэзии «Азбука», «Минное поле», а также произведений для детей, критических статей и прозы. Умер в 1970 году[8].
- Павлов, Михаил Яковлевич — уроженец Ордати (1 сентября 1952 года), белорусский государственный деятель, с 28 марта 2000 года по 10 июня 2009 года председатель Минского горисполкома. Умер 6 июня 2010 года.